# (21615) Guardamano
(21615) Guardamano (1999 JQ76) – planetoida z pasa głównego asteroid okrążająca Słońce w ciągu 3,46 lat w średniej odległości 2,29 j.a. Odkryta 10 maja 1999 roku.